# Orthoperus corticalis
Orthoperus corticalis is een keversoort uit de familie molmkogeltjes (Corylophidae). De wetenschappelijke naam van de soort werd in 1849 gepubliceerd door Redtenbacher.